# Zoutkeet De Eendracht
Zoutkeet De Eendracht is een zoutkeet in Alkmaar. In de 16e eeuw werd het zout aangevoerd uit het Middellandse Zeegebied, in de keet opgelost in zeewater en in open ijzeren pannen ingedampt tot gebruikszout.
De Eendracht werd gebouwd in 1782, en de handel in zout tot 1970 voortduren. De voorgevel is opgetrokken in classicistische stijl en door lisenen verdeeld in drie gedeelten.
In 1984 werd het gebouw gerestaureerd.